# Palaeomegopis
Palaeomegopis is een kevergeslacht uit de familie van de boktorren (Cerambycidae). De wetenschappelijke naam van het geslacht werd voor het eerst geldig gepubliceerd in 1911 door Boppe.

## Soorten
Palaeomegopis omvat de volgende soorten:
- Palaeomegopis komiyai Drumont, 2006
- Palaeomegopis lameerei Boppe, 1911